# Cristian Barinaga
Cristian Andrés Omar Barinaga (n. La Plata, provincia de Buenos Aires, Argentina; 30 de abril de 1985) es un futbolista argentino. Juega de delantero y su equipo actual es Guaraní Antonio Franco, de la Liga Posadeña.

## Carrera

### Inicios
Barinaga comenzó a jugar en las inferiores de Estudiantes de La Plata, para luego continuar en Quilmes. Tras varios años en la cantera cervecera, el delantero hizo su debut el 9 de abril de 2005, en un encuentro de local frente a Instituto. En el Cervecero apenas jugó 5 partidos, y sufrió una lesión que lo obligó a abandonar el fútbol en 2006.
En 2008, regresó a las canchas para ser parte del plantel de Guaraní Antonio Franco, equipo que se preparaba para una nueva temporada del Torneo Argentino B. En la Franja tuvo un gran nivel, lo que logró la posibilidad de jugar en 2 de Mayo, en aquel entonces, participante de la Primera División de Paraguay. Allí convirtió 3 goles en 11 partidos, lo que llamó la atención de Colón. Cuatro fueron los partidos que disputó en el Sabalero durante su breve paso en 2009.
Entrando en 2010, llegó como refuerzo a Defensa y Justicia, donde tampoco tuvo gran participación (6 partidos jugados, 3 como titular). Tras un breve paso por Unión de Sunchales, viajó hacia Mar del Plata para jugar en Aldosivi. Allí, jugó 3 partidos y le convirtió un gol a Ferro Carril Oeste.
Regresó a Guaraní Antonio Franco en 2011, para jugar el Torneo Argentino B. Con el conjunto misionero fue campeón y uno de los goleadores del torneo, con 22 tantos. En Guaraní Antonio Franco, se convirtió en un jugador muy importante, ya que también consiguió el ascenso a la Primera B Nacional en 2014. Durante su larga etapa en el club, Barinaga jugó más de 130 partidos y convirtió más de 65 tantos.

### Agropecuario
Barinaga llegó a Agropecuario para el final del torneo 2016-17 del Torneo Federal A. Debutó el 10 de marzo de 2017 en la victoria por 3-2 sobre Alvarado. El jugador convirtió el gol de la victoria en el minuto 93. Se consagró campeón en la tercera categoría del fútbol argentino, logrando la primera participación del club en la Primera B Nacional.
En el debut del Sojero, Barinaga disputó 24 partidos y convirtió 6 goles, siendo importante en la llegada al torneo reducido por parte de Agropecuario.

### San Martín de San Juan
En 2019, luego de no tener la continuidad que solía tener en Agropecuario, San Martín de San Juan fue su próximo destino. Debutó el 24 de agosto en la derrota contra Estudiantes por 0-1. En el Santo apenas disputó 4 encuentros.

### Chaco For Ever
Su paso por San Martín de San Juan generó que busque oportunidades en categorías menores. Así llegó a Chaco For Ever, uno de los equipos más importantes del norte argentino, en octubre de 2020. Su debut tardó en llegar: recién en el siguiente torneo logró sumar los primeros minutos con la camiseta del Albinegro. El 19 de junio de 2021 ingresó por Cristian Ibarra a los 19 minutos del segundo tiempo en la victoria por 0-1 sobre Defensores de Belgrano de Villa Ramallo.

### Vuelta a Guaraní
El 12 de noviembre de 2021 se oficializa su ansiada vuelta a Guaraní Antonio Franco, club en el que es considerado ídolo y al momento de la vuelta estaba cerca de llegar a los 100 goles anotados con la camiseta "franjeada". Cristian volvió al club posadeño para disputar el Torneo Regional Federal Amateur 2021-22, torneo en el que llegaría a la final por el ascenso siendo capitán y uno de los goleadores del equipo. 
Actualmente es el goleador del equipo en el Torneo Regional Federal Amateur 2022-23 y también uno de los máximos goleadores de la competición.

## Clubes
| Club                   | País                | Año                 | PJ  | G   | Prom. |
| ---------------------- | ------------------- | ------------------- | --- | --- | ----- |
| Quilmes                | Argentina           | 2005-2006           | 5   | 0   | 0,00  |
| Guaraní Antonio Franco | Argentina           | 2008; 2011-2012     | 42  | 23  | 0,54  |
| 2 de Mayo              | Paraguay            | 2009                | 11  | 3   | 0,27  |
| Colón                  | Argentina           | 2009                | 4   | 0   | 0,00  |
| Defensa y Justicia     | Argentina           | 2010                | 6   | 0   | 0,00  |
| Unión (S)              | Argentina           | 2010                | 7   | 0   | 0,00  |
| Aldosivi               | Argentina           | 2011                | 3   | 1   | 0,33  |
| Guaraní Antonio Franco | Argentina           | 2012-2016           | 108 | 48  | 0,44  |
| Agropecuario           | Argentina           | 2016-2019           | 55  | 11  | 0,20  |
| San Martín (SJ)        | Argentina           | 2019-2020           | 4   | 0   | 0,00  |
| Chaco For Ever         | Argentina           | 2020-2021           | 12  | 3   | 0,25  |
| Guaraní Antonio Franco | Argentina           | 2021-Act.           | 21  | 22  | 1,04  |
| Total en su carrera    | Total en su carrera | Total en su carrera | 278 | 111 | 0,39  |